# Alternativ rock
För andra alternativa musikgenrer utan förbindelse med rock, se Alternative.

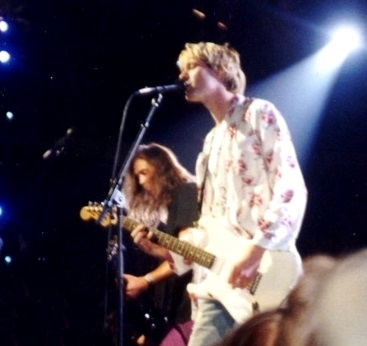
Grungegruppen Nirvana från Seattle var populär i slutet av 1980-talet och i början av 1990-talet.

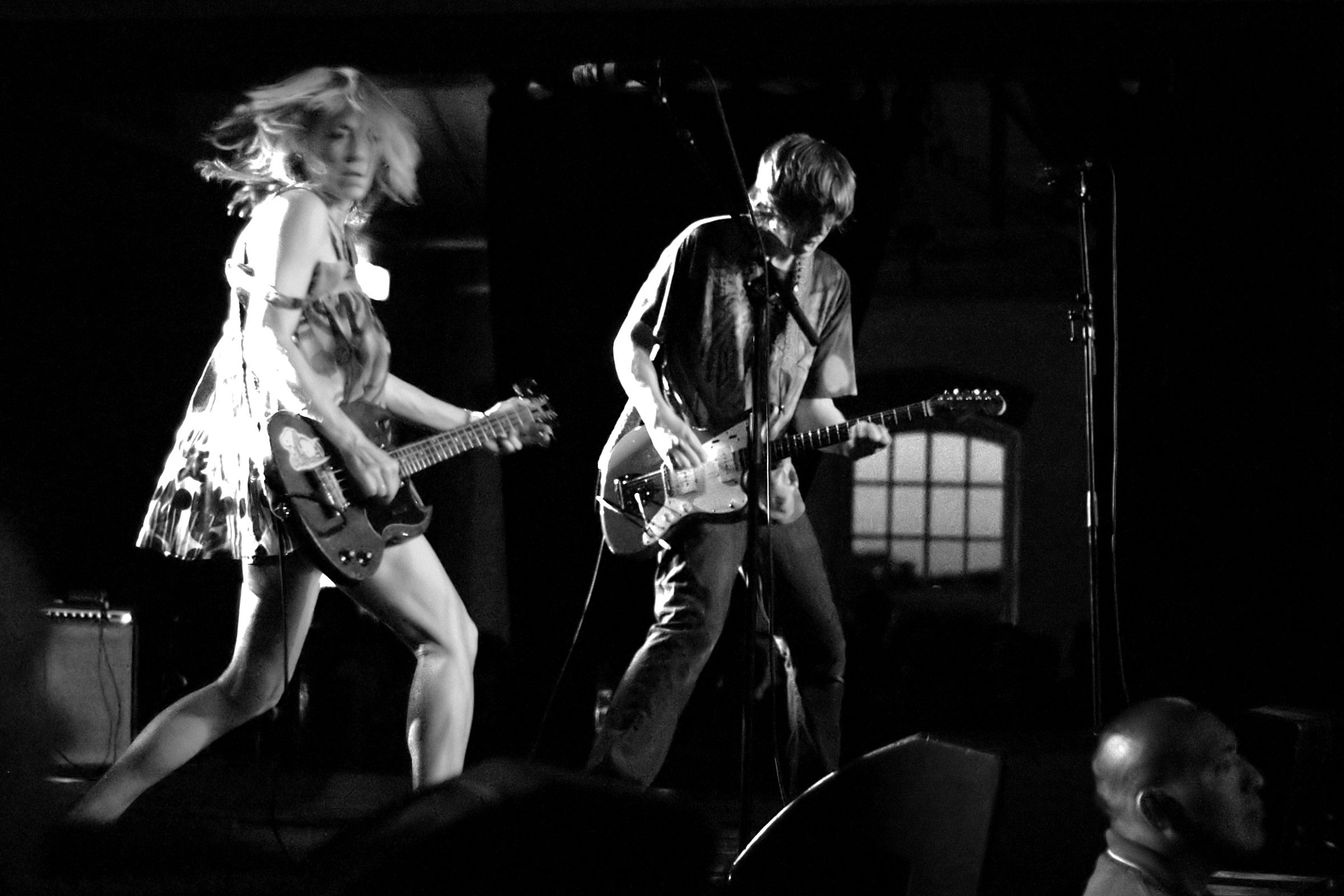
Sonic Youth

Alternativ rock (engelska: alternative rock, ibland förkortat till alt-rock eller bara alternative) är en genre inom rockmusik som uppstod under 1970-talet och blev populär under 1980-talet. Alternativ rock består av olika undergenrer sprungna ur den oberoende musikscenen sedan 80-talet, såsom punk, emo, grunge, britpop, gothic rock, indiepop och indierock. Dessa genrer förenas genom sitt kollektiva arv från punkrockens subkultur, vilket lade grunden för alternativ musik under 70-talet. Ibland har alternativ rock använts som ett samlingsbegrepp för rockmusik från undergroundartister och all musik som härstammar från punkrocken (inklusive punken själv, new wave och postpunk).
Några exempel på alternativa rockband som har uppnått kommersiell framgång är Red Hot Chili Peppers, R.E.M.,  U2, Nirvana, Blind Melon, Liz Phair, Silverchair, The Smiths, The Black Keys, Alice in Chains, Pearl Jam, The Strokes, Yeah Yeah Yeahs, Foo Fighters, The Smashing Pumpkins, Green Day, Oasis, Weezer, Radiohead, The White Stripes, Linkin Park och Muse. I kontrast till de framgångsrika grupperna har dock många alternativa rockartister uppnått kultstatus med oberoende skivbolag och fått mycket av sin uppmärksamhet genom spelningar på särskilda radiostationer, kallade college radio samt via mun till mun-spridning.

## Termenalternativ rock
Innan termen alternative rock kom in i allmänt bruk omkring år 1990 var den typ av musik som den hänvisar till känd genom flera olika termer. År 1979 använde Terry Tolkin termen alternativ musik för att beskriva de grupper han skrev om. Collegerock har använts i USA för att beskriva musiken under 1980-talet på grund av dess kopplingar till collegeradiokretsen och collegestudenternas smak. I Storbritannien uppstod en stor mängd väldigt små DIY-skivbolag som en följd av punkens subkultur. Enligt grundaren av en av dessa bolag, Cherry Red, publicerade tidskrifterna NME och Sounds listor baserade på små skivbutiker som kallades "Alternative Charts". Den första nationella listan baserat på distribuering, kallad Indie Chart, publicerades i januari 1980; den nådde direkt sitt mål om att hjälpa dessa bolag. På den tiden användes begreppet indie bokstavligen för att beskriva skivor som distribuerats självständigt. Vid 1985 hade termen kommit att betyda en viss genre, eller grupp av undergenrer, snarare än att bara distributionsstatus.
Att definiera musik som alternativ är ofta svårt på grund av två konkurrerande tillämpningar av ordet. Alternativ kan beskriva musik som utmanar ett oförändrat tillstånd och som är "våldsamt ikonoklastiskt, icke-kommersiellt och antimainstream", men termen används också i musikbranschen för att beteckna "valmöjligheterna för konsumenterna via skivaffärer, radio, kabel-tv och Internet ". Dave Thompson anger i sin bok Alternative Rock bildandet av Sex Pistols såväl som albumen Horses av Patti Smith och Metal Machine Music av Lou Reed som tre viktiga händelser som gett upphov till alternativ rock.

## Kännetecknande
Namnet "alternativ rock" används huvudsakligen som ett samlingsbegrepp för undergroundmusik som har sitt ursprung från punkrock sedan mitten av 1980-talet. Under en stor del av sin historia har alternativ rock till stor del definieras av sitt förkastande av kommersialism av mainstreamkulturen. Alternativa band under 1980-talet spelade i allmänhet i små klubbar, spelade in för indieskivbolag och spred sin popularitet genom mun till mun. Således finns det ingen fastslagen musikstil för alternativ rock som helhet, även om The New York Times 1989 hävdade att genren är "gitarrmusik först av allt, med gitarrer som spränger ut powerackord, plockar ut klingande riff, surrar med fuzztone och tjut i feedback." Ljudet omfattar allt från grungens smutsiga gitarrer till gothic rockens dystra ljudlandskap till britpopens återvitalisering av gitarrpop till tweepopens kaotiska framträdandestil. Till skillnad från andra rockstilar som uppstått sedan populariseringen av rockmusik under 1970-talet har den alternativa rockens låttexter oftare tenderat att behandla ämnen som sociala problem, till exempel drogmissbruk, depression, och miljörörelse. Detta förhållningssätt till texter utvecklades som en återspegling av de sociala och ekonomiska påfrestningarna i USA och Storbritannien under 1980-talet och början av 90-talet.